# 沖繩縣立看護大學
沖繩縣立看護大學是一所位在日本沖繩縣那霸市的看護大學。

## 历史
沖繩縣立看護大學，開設大學教育的日本公立大學。成立於1946年，升格於1999年。大學的簡稱為「看護大」。沖繩縣立看護大學也是日本所有大學之中地理位置最靠西的大學。 沖繩縣立看護大學設有看護學部（看護學科、助產別科），大學院設有保健看護學研究科。 
最早是分設在胡差市與那霸市的兩間護士學院所組成。在沖繩各地廣設醫院。是日本最西，也是最南的公立大學。日本國內排名449，全球排名8962

## 學校組織
- 看護学部
  - 看護学科
- 專科
  - 助産専攻
- 研究所
  - 保健看護学研究科
    - 博士前期課程
    - 博士後期課程[2]